# Jean Thissen
Jean Thissen (* 21. April 1946 in Ensival, Provinz Lüttich) ist ein ehemaliger belgischer Fußballspieler und -trainer.

## Karriere

### Verein
Thissen begann mit dem Fußballspielen in der Jugend seines Heimatvereins FC Ensival. 1964 startete er mit dem Wechsel zu Standard Lüttich seine Profikarriere. Dort bildete er als Linksverteidiger zusammen mit Spielern wie Jacques Beurlet, Nicolas Dewalque und Léon Jeck eine stabile Abwehrreihe. 1966 und 1967 gewann er mit Standard den belgischen Pokal, wobei er nur 1967 das Finale bestritt. Von 1969 bis 1971 wurde er dreimal in Folge belgischer Meister.
Der damalige Präsident des RSC Anderlecht, Constant Vanden Stock, holte Thissen und Erwin Vandendaele vom FC Brügge 1974 zum Hauptstadtclub. Beide Spieler bildeten bereits gemeinsam mit den Anderlechtern Gilbert Van Binst und Hugo Broos die Abwehrreihe in der belgischen Nationalmannschaft. Mit Anderlecht gewann er 1975 und 1976 ebenfalls den belgischen Pokal.
In den Jahren 1976 bis 1978 erreichte er dreimal in Folge das Finale um den Europapokal der Pokalsieger. Bei der 0:1-Niederlage im Auftaktspiel der ersten Runde der Saison 1975/76 gegen Rapid Bukarest unterlief Thissen ein spielentscheidendes Eigentor. Anderlecht setzte sich im weiteren Verlauf des Wettbewerbs durch und schlug West Ham United im Finale mit 4:2. In der folgenden Saison erreichte Anderlecht als Titelverteidiger erneut das Finale, unterlag dort jedoch dem Hamburger SV mit 0:2. Den dritten Finaleinzug in Folge entschieden die Violett-weißen 1978 mit einem 4:0 gegen Austria Wien wieder für sich. Thissen stand in allen drei Endspielen auf dem Platz.
Nachdem Anderlecht 1979 den auslaufenden Vertrag mit Thissen lediglich für ein Jahr verlängern wollte, wechselte er zum RCS Verviétois nach Verviers, wohin sein Geburtsort 1977 eingemeindet wurde. Dort beendete er seine Spielerkarriere.

### Trainerkarriere
Nachdem Thissen bereits zwei Jahre bei RCS Verviétois als Spielertrainer fungiert hatte, setzte nach Ende der aktiven Laufbahn seine Karriere als Trainer fort. 1988 betreute er für zwei Jahre den portugiesischen Club SC Beira-Mar. Es folgten kurze Engagements bei Servette FC in der Schweiz und Royale Union Saint-Gilloise. Von 1992 bis 1994 war er Trainer der Nationalmannschaft von Gabun. Es folgten weitere Stationen in Nordafrika und Belgien, darunter für einige Monate bei seinem Stammverein Standard Lüttich. Nachdem er den Verein während der Saison 1999/00 übernommen hatte, wurde er am Saisonende von Tomislav Ivić abgelöst. Von März bis September 2009 trainierte er die Nationalmannschaft von Togo.

### Nationalmannschaft
Thissen debütierte am 10. Januar 1968 beim 2:0-Sieg gegen Israel für die belgische Nationalmannschaft. 1970 stand er im Aufgebot für die Weltmeisterschaft in Mexiko, bei der er in allen drei Vorrundenspielen gegen El Salvador (3:0), die Sowjetunion (1:4) und Mexiko (0:1) zum Einsatz kam. Zwei Jahre später wurde Thissen für die Europameisterschaft 1972 im eigenen Land nominiert. Er wurde in beiden Endrundenspielen, im Halbfinale gegen die BR Deutschland sowie im Spiel um Platz 3 gegen Ungarn, eingesetzt.
Am 26. Oktober 1977 bestritt Thissen im WM-Qualifikationsspiel gegen die Niederlande (0:1) sein letztes Länderspiel für die „Roten Teufel“.
Jean Thissen absolvierte 34 Länderspiele für die belgische Nationalmannschaft, in denen er ohne Torerfolg blieb.